# Robert Carswell

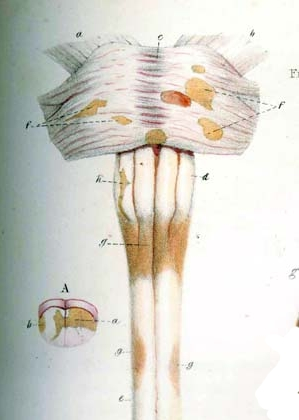
En avbildning av MS-lesioner av Carswell (1838)

Sir Robert Carswell, född 3 februari 1793 i Thornliebank, Skottland, död 1857, var en brittisk läkare.
Carswell blev 1826 medicine doktor i Aberdeen, studerade därefter i Paris och ägnade sig därvid särskilt åt studiet av patologisk anatomi. Han återvände 1831, blev professor i nämnda ämne vid University College i London och förestod därjämte en sjukhusavdelning. På grund av sjukdom lämnade han England och bosatte sig 1840 i Laeken såsom livmedikus hos kungen av Belgien.
Bland Carswells arbeten märks Pathological Anatomy. Illustrations on the Elementary Forms of Diseases (1833–38). Hans upptäckt av märkliga lesioner i ryggmärgen hos patienter med multipel skleros utgjorde det första steget till erkännande av MS-patologin.

### Webbkällor
- TJ Murray: Robert Carswell: The First Illustrator of MS.